# 브닌나

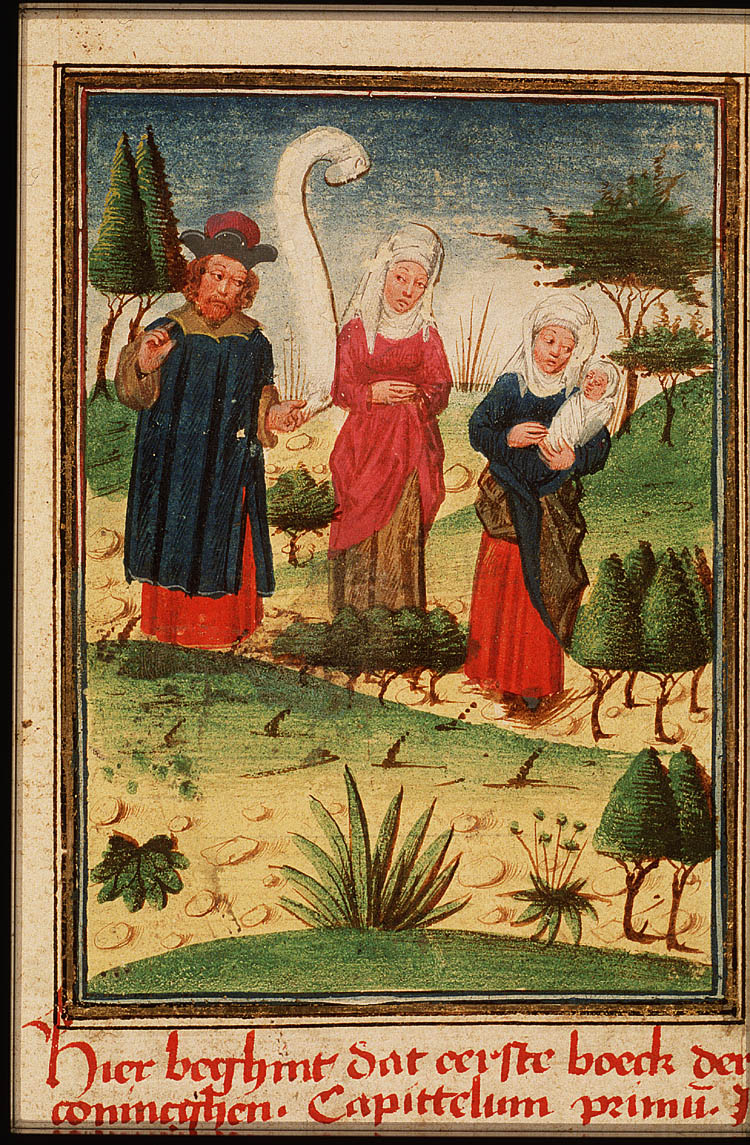
브닌나(오른쪽), 엘가나, 한나 (성경 인물)

브닌나(Peninnah, 히브리어: פְּנִנָּه Pəninnā; 때로는 음역하여 Penina)는 엘가나의 두 아내 중 한 사람으로 사무엘상 1장(삼상 1:2)에 간략하게 언급되어 있다. 그녀의 이름은 "진주"를 의미하는 פְּנִינָּת(pəninā)라는 단어에서 유래되었다.

## 성경 기록
브닌나는 엘가나의 다른 아내 한나 (성경 인물)보다 덜 총애를 받았다. 브닌나는 한나가 자식이 없는 동안 그에게 자녀를 낳았지만, 또한 브닌나는 불임 중이었던 한나를 조롱함으로써 집안에 슬픔과 불화를 가져왔다. 해마다 엘가나는 실로에서 제사를 드릴 때 고기를 나누어 주고 한나에게는 두 배의 몫을 주었는데, 이는 브닌나의 질투를 불러일으켰다. 브닌나는 한나가 자식이 없다고 조롱했다. 그녀는 평범한 일상 활동을 통해 한나를 슬프게 했고, 하루 종일 그 둘 사이의 차이점을 상기시키기 위해 애썼다.
유대인 작가 릴리안 클라인(Lillian Klein)에 따르면, "독자의 동정심이 아이가 없는 한나에게로 향하기 때문에 브닌나는 악의적인 여자로 비춰진다. 사실 그녀는 아마도 문학적 관습이자 한나의 독립성과 선함을 보여주는 것으로 여겨진다."
마침내 그녀의 간절한 기도의 응답으로 한나의 태가 열렸고, 그녀는 사무엘을 낳았고, 그 후에 또 다른 세 아들과 두 딸을 낳았다. 사무엘이 태어난 후에 브닌나는 다시 언급되지 않으며, 사무엘상 2:20에서는 엘리 (성경 인물)가 한나를 언급하면서 "엘가나와 그의 아내를 축복할 것"이라고 말한다.